# Josef Schwagmeyer
Josef Schwagmeyer (Lebensdaten unbekannt) war ein deutscher Fußballspieler.

## Karriere

### Vereine
Schwagmeyer gehörte dem Düsseldorfer FC 1899 an, der sich ab 1912 in Düsseldorfer SC 1899 umbenannte, für den er in den vom Westdeutschen Spiel-Verband organisierten Meisterschaften von 1906 bis 1913 als Stürmer Punktspiele bestritt. 
Am Ende seiner Premierensaison 1906/07 gewann er die Bezirksmeisterschaft im Rheinbezirk Nord. Infolgedessen war er mit seiner Mannschaft auch, wie die anderen fünf Bezirksmeister, in der Endrunde um die Westdeutsche Meisterschaft vertreten. Das im K.-o.-System ausgetragene Viertelfinale gewann seine Mannschaft gegen den BV 04 Dortmund in Essen mit 5:1, wie auch das Halbfinale am 17. März 1907 in Duisburg gegen den Kölner FC 1899 mit 2:1. Das Finale, eine Woche später an selber Stätte angesetzt, wurde mit 7:0 gegen den Casseler FV gewonnen. Mit diesem Erfolg war der Düsseldorfer FC 1899 auch in der Endrunde um die Deutsche Meisterschaft vertreten. Sein einziges Endrundenspiel bestritt er am 21. April 1907 auf dem Sportplatz am Grunewald, der Spielstätte des Duisburger SpV, bei der 1:8-Niederlage im Viertelfinale gegen den SC Victoria Hamburg. Die Saison 1907/08 und 1908/09 wurde als Zweit- und Drittplatzierter abgeschlossen. Von 1910 bis 1913 spielte er in der zehn Mannschaften umfassenden Verbandsliga, in der er mit seiner Mannschaft den siebten, neunten und noch einmal den siebten Platz belegte.

### Auswahlmannschaft
Als Spieler der Auswahlmannschaft des Westdeutschen Spiel-Verbandes nahm er an der fünften Auflage des Wettbewerbs um den Kronprinzenpokal teil. Nachdem seine Auswahlmannschaft, als eine von sieben, über ein Freilos ins Halbfinale eingezogen war und am 10. November 1912 auf dem Preußen-Platz, der Spielstätte von Preußen Duisburg, die Auswahlmannschaft des Verbandes Süddeutscher Fußball-Vereine mit 2:1 hatte bezwingen können, erreichte sie das Finale. In diesem am 8. Juni 1913 im Deutschen Stadion in Berlin eingesetzt, gewann er mit seiner Mannschaft vor 10.000 Zuschauern mit 5:3 über die Auswahlmannschaft des Verbandes Brandenburgischer Ballspielvereine. Nachdem es bis zur 70. Minute noch 3:3 gestanden hatte, sorgten Heinrich Fischer vom Duisburger SpV und Hermann Pohl von Borussia 1900 M.gladbach mit den Treffern in der 71. und 76. Minute für die Entscheidung.

## Erfolge
- Westdeutscher Meister 1907
- Rheinbezirksmeister 1907
- Kronprinzenpokal-Sieger 1913